# Antoine de Schryver
Antoine Philippe De Schryver (* 27. März 1924 in Lochristi; † 9. März 2005) war belgischer Kunsthistoriker und Professor an der Universität Gent, wo er über die Geschichte der Buchmalerei lehrte. Er war spezialisiert auf den Bereich der illustrierten Handschriften aus den südlichen Niederlanden, der Malerei des 15. Jahrhunderts und der Künstler am burgundischen Hof.

## Ausbildung und Karriere
Antoine De Schryver wurde am 27. März 1924 in Lochristi geboren. Er studierte Kunstgeschichte und Archäologie an der Universität Gent und erhielt 1950 seinen Abschluss. Ab 1951 arbeitete er als wissenschaftlicher Mitarbeiter am Koninklijk Instituut voor het Kunstpatrimonium – Institut Royal du Patrimoine Artistique. Zwischen 1953 und 1955 war er Kandidat für den Nationalfonds für wissenschaftliche Forschung und promovierte 1957 in Kunstgeschichte und Archäologie. Im selben Jahr wurde er zudem zum Kurator des Archäologiemuseums in Gent ernannt. Diese Funktion hat er bis 1971 ausgeübt.
In den 1950er Jahren erhielt De Schryver eine Reihe von Reisestipendien, darunter die National Trust Prinzessin Marie-José (1951), den Belgisch-Niederländischen Kulturvertrag (1951) und eine Reihe der Commission mixte des échanges culturels franco-belges scholarships (1952, 1953, 1956). 1960 folgte De Schryver dem verstorbenen Frédéric Lyna als Dozent für Geschichte der Buchmalerei an der Universität Gent. Darüber hinaus trat er im selben Jahr die Nachfolge der verstorbenen Herman Bouchery als Direktor des National Centre of the History and Archäology of Books an. 1965 wurde er Mitglied der Académie royale d’Archéologie de Belgique. An dieser Akademie war er von 1975 bis 1977 Generalsekretär, von 1979 bis 1981 stellvertretender Sekretär und von 1981 bis 1983 Vorsitzender. 1984 wurde er Mitglied der Königlich-Flämischen Akademie von Belgien für Wissenschaft und Kunst.
Als Kunsthistoriker hatte De Schryver ein breites Interessengebiet und veröffentlichte hauptsächlich über illustrierte Handschriften aus den südlichen Niederlanden, Gemälde aus dem 15. Jahrhundert und Künstler am burgundischen Hof. In den frühen 1950er Jahren schrieb er zusammen mit Roger Marijnissen und Paul B. Coremans zwei Publikationen über den Genter Altar. 1957 verteidigte er seine Doktorarbeit über Miniaturisten am Hof von Karl dem Kühnen. Darüber hinaus veröffentlichte De Schryver eine Studie über das Stundenbuch der Maria von Burgund, die er Lieven van Lathem und dem Gentischen Kalligraphen Nicolas Spierinc zuschreiben konnte. Das gleiche Team arbeitete am Gebetbuch Karls des Kühnen mit, das 1989 vom J. Paul Getty Museum erworben wurde. Nach seiner Emeritierung wurde De Schryver vom Museum beauftragt, eine Monographie über diese Handschrift zu schreiben. Die endgültige Fassung des Textes wurde 2004 fertiggestellt, aber erst nach De Schryvers Tod am 9. März 2005 veröffentlicht.
Das Archiv von De Schryver wird vom Illuminare – Centre for the Study of Medieval Art (KU Leuven), einem universitätsgeführten Forschungs- und Dokumentationszentrum, aufbewahrt. Im Jahr 2005 gelang es Illuminare mit Unterstützung von Dominique Vanwijnsberghe, sein Archiv zu erwerben. De Schryver hinterließ etwa 75 Meter Text, darunter Bücher, Zeitschriften, verschiedene Dokumentationen, Dias und Bilder. Seine Bibliothek wurde 2006 auf die Bibliotheken der KU Leuven aufgeteilt. Seine Dokumentation, zusammen mit seinen Dias und Bildern, blieb jedoch vollständig in Illuminare.

## Ausgewählte Literatur
- Antoine De Schryver, Roger Marijnissen: De oorspronkelijke plaats van het Lam Gods-retabel. In: Les Primitifs Flamands III. Contributions à l’étude des Primitifs Flamands 1. Band 1. De Sikkel, Antwerpen 1852.
- Antoine De Schryver, Roger Marijnissen: Histoire matérielle. L’Agneau Mystique au laboratoire. Examen et traitement. In: Paul Coremans (Hrsg.): Les Primitifs Flamands III. Contributions à l’étude des Primitifs Flamands. Band 2. De Sikkel, Antwerpen 1953, S. 21–68.
- Antoine De Schryver: De miniaturisten in dienst van Karel de Stoute. Unveröffentlicht. Rijksuniversiteit Gent, Hoger Instituut voor Kunstgeschiedenis en Oudheidkund, Gent 1957.
- Antoine De Schryver, C. Van de Velde: Stad Gent. Oudheidkundig Museum. Abdij van de Bijloke. Catalogus van de schilderijen. exh. cat. Snoeck-Ducaju en zoon, Gent 1972.
- Antoine De Schryver (Hrsg.): Miniatuurkunst. Bijlokemuseum, Ghent 1975.
- Antoine De Schryver: The prayer book of Charles the Bold. A study of a Flemish masterpiece from the Burgundian court, transl. Jessica Berenbeim. The J. Paul Getty Museum, Los Angeles 2008.